# Asnières
Asnières település Franciaországban, Eure megyében. Lakosainak száma 338 fő (2022. január 1.). Asnières Fumichon, Moyaux, Le Pin, Bailleul-la-Vallée, Morainville-Jouveaux és Piencourt községekkel határos.

## Népesség
A település népességének változása:
| Lakosok száma | 308  | 217  | 201  | 228  | 311  | 310  | 320  | 340  | 338  | 338  |
|               | 1968 | 1982 | 1990 | 2006 | 2013 | 2015 | 2017 | 2019 | 2020 | 2022 |